# William Wyndham
Ne doit pas être confondu avec William Windham.
William Wyndham (vers 1688 – 17 juin 1740), 3e baronnet, est un homme d'État anglais.

## Biographie

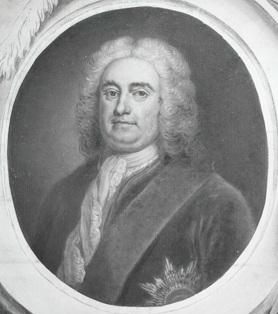
William Wyndham

Né à Orchard Wyndham dans le Somerset, il entre au Parlement d'Angleterre dès 1710. Grâce au patronage de Henri Saint Jean, il est remarqué par la reine Anne qui lui trouve un poste d'officier dans la Maison royale. En juin 1712, elle le promeut au poste vacant de secrétaire à la guerre (en), et en novembre 1713, il devient chancelier de l'Échiquier.
Il est écarté des affaires à la mort de la reine Anne (1714) et entre dès lors dans l'opposition. Il est même arrêté en 1715, comme complice du comte de Mar, chef de la révolte d'Écosse, mais n'a jamais été jugé.